# Halictidae
Famille
Les Halictidae, ou halictes, forment une famille d'insectes de l'ordre des hyménoptères, de la super-famille des apoïdes. 

## Biologie

### Éthologie
En France, les halictes ont notamment été étudiés par le naturaliste Jean-Henri Fabre qui s'était intéressé à leurs mœurs et à leur capacité de parthénogenèse (les mâles dispersés le jour se rassemblent le soir pour former des associations temporaires, comme chez les Panurgus et les Dasypoda). Fabre s'est aussi montré intéressé par la parthénogenèse chez les halictes. Les espèces de cette famille identifient leur couvain et l'entrée de leur propre nid de manière olfactive, grâce à une substance de type phéromonale, produite par une glande de Dufour bien développée chez cette espèce ,. 

### Services écosystémiques
Avec les papillons, syrphes, osmies, andrènes, xylocopes, mégachiles, anthidies, colletes, bourdons dont elles sont proches, ces petites abeilles solitaires sont des agents de pollinisation, et à ce titre considérées - en tant que l'un des taxons d'abeilles sauvages - « indispensables au maintien et à l’évolution des écosystèmes » et faisant partie des amis du jardinier et de l'agriculture. Elles font par exemple partie des pollinisatrices du maïs ou du tournesol.

## Taxonomie

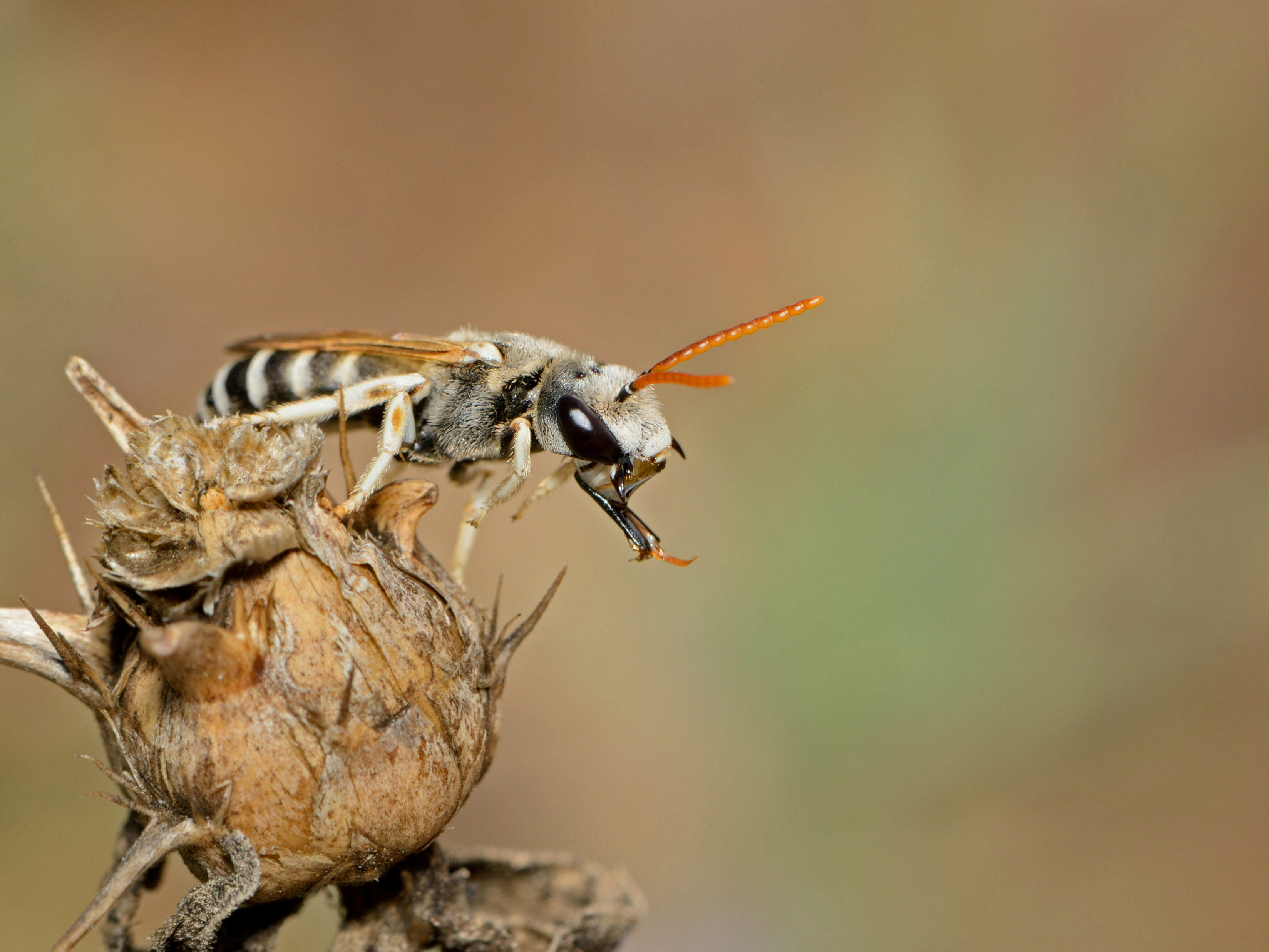
Halictus tetrazonianellus, mâle

La famille des halictidae a été décrite par l'entomologiste suédois Carl Gustaf Thomson en 1869

### Nom vernaculaire
Halictes en français. Ces espèces sont parfois appelées abeilles de la sueur,

## Sous-taxons
Cette famille se décompose en quatre sous-familles :
- Halictinae Thomson, 1869 
  - Halictus
  - Lasioglossum
  - Sphecodes
- Nomiinae Robertson, 1904
  - Lipotriches
- Nomioidinae Börner, 1919
- Rophitinae Schenk, 1866
  - Systropha

## État des populations, pressions, menaces
L'état écologique des populations d'halictidés est mal connu. Seuls les spécialistes les identifient avec certitude au niveau de l'espèce. Toutefois, comme toutes les abeilles sauvages, elles semblent en forte régression ou ont déjà disparu d'une partie importante de leur aire naturelle ou potentielle de répartition. Elles peuvent aussi être victimes de parasitoïdes ou de prédateurs ; par exemple leurs nymphes peuvent être mangées par des larves de bombyles. 